# Marek Wrona
Marek Wrona (* 31. August 1966 in Oława) ist ein ehemaliger polnischer Radrennfahrer.

## Sportliche Laufbahn
Wrona war im Straßenradsport aktiv. 1989 wurde er Gesamtsieger der Polen-Rundfahrt vor Sławomir Krawczyk. 1989 und 1993 gewann er jeweils eine Etappe der Rundfahrt. Das Etappenrennen Szlakiem Grodów Piastowskich gewann er 1990, den Asy Fiat Coup 1994, das Memoriał Andrzeja Trochanowskiego und das Memoriał Kazimierza Gazdy 1998.
1995 wurde er Zweiter der Solidarnosc-Rundfahrt. 2000 trat er vom Radsport zurück.

## Familiäres
Er ist der Bruder von Zdzisław Wrona, der ebenfalls Radrennfahrer war.